# He Mingyan
He Mingyan (xinès simplificat: 何鸣雁, pinyin: Hé Míngyàn; Shenyang, Liaoning, 1932) és una escriptora xinesa d'ètnia Han, membre del Partit Comunista de la Xina, antiga investigadora del China Film Art Research Center i professora de la Graduate School.

## Biografia
Es va graduar al Departament de Llengües i Literatures Orientals de la Universitat de Beijing i va estudiar coreà. Durant la seua vida, va ser membre de l'Art Troupe, traductora i editora de l'Agència de Notícies Xinhua i traductora de la branca de la prefectura autònoma coreana de Yanbian de l'Associació d'Escriptors Xinesos. Va començar a publicar obres l'any 1956. El seu marit és xinés coreà.
Mentre treballava a l'Associació d'Escriptors de Yanbian, va ser falsament acusada de ser una "líder literària i artística revisionista" als primers dies de la Revolució Cultural i va ser assetjada per cartells de grans personatges a la ciutat de Yanji, província de Jilin, on treballava. Més tard, a la dècada del 1970, va participar en el doblatge i doblatge de moltes pel·lícules coreanes. Entre elles, destaca Kkot Pa-neun Cheo-nyeo com la més famosa, i la pel·lícula va guanyar el reconeixement de la crítica a la Xina continental.
El 9 de gener de 1985, es va establir el Grup de Lideratge Graduat del Centre de Recerca d'Art Cinematogràfic de la Xina i l'Acadèmia de Cinema de Beijing, amb Chen Huangmei com a líder i Shen Songsheng com a director adjunt. Altres membres hi foren Xi Shanshan, Wang Liangheng, Yu Qian i Wang Zheng. Més tard, He Mingyan es va afegir com a membre de l'equip de direcció.
El gener de 1990, va participar en la delegació de cinema xinés al Festival de Cinema de Montpeller a França juntament amb Xie Jin, He Zhengan, Sun Dongguang i d'altres.